# Hexatoma (Eriocera) flavipes
Hexatoma (Eriocera) flavipes is een tweevleugelige uit de familie steltmuggen (Limoniidae). De soort komt voor in het Oriëntaals gebied.